# 河合弘之
河合 弘之（かわい ひろゆき、1944年4月18日 - ）は、日本の弁護士。ビジネス分野を専門とし、多くの大型経済事件を手がけた。

## 経歴
旧満洲国新京市（中国長春市）生まれ。桐朋高等学校を経て、1967年東京大学法学部在学中に司法試験に合格。1968年東京大学法学部卒業。1970年4月、弁護士登録。さくら共同法律事務所所長。駆け出しの頃は社会派弁護士として過激派や労働組合の弁護をしたが、一転して企業弁護士となる。
ダグラス・グラマン事件を皮切りに、平和相互銀行事件、リッカーミシン事件、政界金屏風事件、ライフ・忠実屋・いなげや仕手戦、つぼ八乗っ取り事件、国際航業仕手戦、イトマン事件などを手がける。河合は当時を「着手金や成功報酬を支払うなら弁護してやる。それが河合流だと思っていました。僕は弁護士になったのは大活躍するため」と述懐している。ダイエー、秀和、イトマン、小谷光浩、国際航業、横井英樹、なかにし礼、中内㓛、太平洋クラブ、慶屋、ホテルニュージャパン、麦島善光の顧問等を歴任した。

## 担当した主な事件
- ダグラス・グラマン事件
- 平和相互銀行事件
- 忠実屋・いなげや事件
- イトマン事件
- 光進事件
- 東京協和信用組合､安全信用組合事件
- 太平洋クラブ破綻事件
- ロッテ・グリコ比較広告事件
- 福岡ドーム事件
- 蛇の目ミシン工業事件
- スルガ銀行不正融資事件[3]
- 熱海市伊豆山土石流災害

## 社会活動
高木仁三郎の影響を受けて、1990年代に脱原発運動を本格化し、全国各地で稼働差し止め訴訟を引き受けた。東日本大震災後は「脱原発弁護団全国連絡会」（脱原弁連）の共同代表となった。また、海渡雄一（社民党首・福島瑞穂の夫）とともに反原発映画を製作している。
浜岡原発差止訴訟弁護団長、大間原発差止訴訟弁護団共同代表、脱原発弁護団全国連絡会共同代表、3・11甲状腺がん子ども基金理事、ヒロシマ被爆者団体員、中国残留孤児の国籍取得を支援する会会長、フィリピン日系人リーガルサポートセンター代表理事、環境エネルギー政策研究所監事などを務める。

## 著書

### 単著
- 『欠陥だらけの法常識』広済堂ブックス 1975
- 『破産宣告』日刊工業新聞社 ウイークエンドブックス　1979
- 『弁護士という職業』三一新書　1982（絶版）
- 『商法の本――田中君が会社のことがほんとうにわかった』ごま書房 これだけは身につけておきたい入門シリーズ 1993
- 『原発訴訟が社会を変える』集英社新書 2015

### 編著
- 『東電株主代表訴訟――原発事故の経営責任を問う』現代人文社 2012

### 共著
- （大下英治）『脱原発』青志社 2011
- （FUKUSHIMAプロジェクト委員会、水野博之、山口栄一、西村吉雄、飯尾俊二、仲森智博、川口盛之助、本田康二郎）『FUKUSHIMAレポート――原発事故の本質』日経BPコンサルティング 2012
- （小出裕章、海渡雄一、島田広、中嶌哲演）『動かすな、原発。――大飯原発地裁判決からの出発』岩波ブックレット 2014
- （海渡雄一、原発事故情報公開原告団弁護団）『朝日新聞「吉田調書報道」は誤報ではない――隠された原発情報との闘い』彩流社 2015

## 関連書籍
- 大下英治『逆襲弁護士 河合弘之』さくら舎 2013年

## 映画
- 「日本と原発 私たちは原発で幸せですか?」（2014年） - 監督[2]、構成:海渡雄一、作曲:新垣隆
- 「日本と原発 4年後」（2015年） - 監督[4]、構成:海渡雄一、作曲:新垣隆
- 「日本と再生 光と風のギガワット作戦」（2017年） - 監督・製作・出演を担当、構成:海渡雄一、作曲:新垣隆・坂本龍一
- 「日本人の忘れもの フィリピンと中国の残留邦人」（2020年） - 企画・製作を担当[2]
- 「原発をとめた裁判長 そして原発を止める農家たち」（2022年）-出演

## 参考
- 大下英治共著『脱原発』[要ページ番号]